# 이슬람 용어 목록

## ㄱ
가그

## ㄴ
- 니캅

## ㄷ
- 딤미
- 다비하
- 드루즈

## ㄹ
- 라마단

## ㅁ
- 무슬림
- 무자헤딘
- 물라

## ㅂ
- 부르카
- 바브

## ㅅ
- 수라
- 순나
- 수니
- 시아
- 샤리아
- 살라트
- 사움
- 샤하다
- 수피
- 슈라

## ㅇ
- 이슬람력
- 알라
- 아쉬슈라
- 이맘
- 이즈마
- 알라위
- 열두 이맘
- 이스마일
- 암살교단
- 이드 울피트르
- 이드 알아드하
- 움마

## ㅈ
- 자카트
- 자비하
- 지즈야
- 지하드
- 지브릴
- 자이드

## ㅊ
- 차도르

## ㅋ
- 퀴사스
- 칼리프
- 카와리즈
- 쿠란

## ㅍ
- 피끄흐

## ㅎ
- 히잡
- 할랄
- 하람
- 헤지라
- 하디스
- 하즈
- 하지